# Heinold’s First and Last Chance

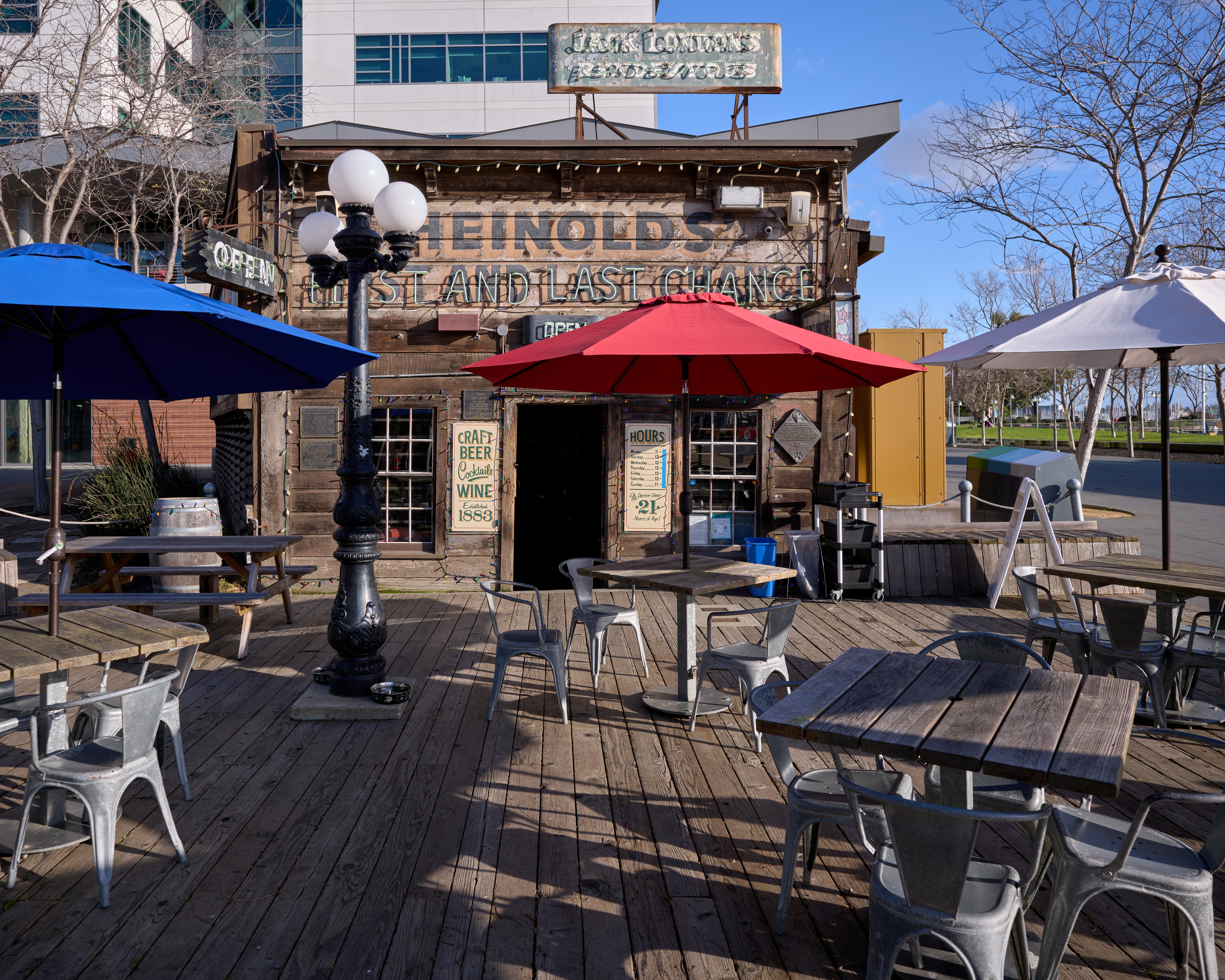
Heinold’s First and Last Chance im Jahr 2024.

Heinold’s First and Last Chance ist eine 1883 von Johnny Heinold eröffnete Kneipe am heutigen Jack London Square im Hafenviertel von Oakland, Kalifornien.
Der Namenszusatz „First and Last Chance“ (dt. „Erste und letzte Gelegenheit“) verweist auf den Umstand, dass das Heinold’s in früheren Zeiten für viele Seeleute die erste oder die letzte Möglichkeit war, vor oder nach einer längeren Schiffsreise größere Mengen an alkoholhaltigen Getränken zu trinken.
Breitere Bekanntheit erlangte die Hafenkneipe durch den amerikanischen Schriftsteller Jack London, der seine Jugend in Oakland verbrachte und im Heinold’s Anregungen für seine Romane Ruf der Wildnis und Der Seewolf sammelte. Zur Erinnerung an Jack London trägt die Kneipe auch den Beinamen „Jack London’s Rendezvous“.

## Anfänge und Namensgebung

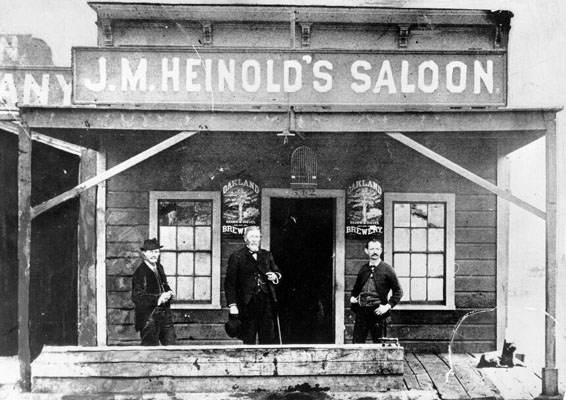
Die Kneipe im Jahr 1885. Ganz rechts Johnny Heinold.

Das bis heute in seiner ursprünglichen Gestalt erhaltene Gebäude wurde im Jahr 1880 aus den Überresten eines alten Walfängerschiffes am Fuße der Webster Street in Oakland erbaut. Nachdem es in den ersten Jahren als Schlafstätte für die Arbeiter in den nahegelegenen Austernbänken gedient hatte, kaufte der deutschstämmige Johnny Heinold († 1933) es im Jahr 1883 für 100 US-Dollar und wandelte es mit der Hilfe eines Schiffszimmermanns in eine Kneipe um.
Während der Prohibition in den 1920er Jahren war das in der Nähe des Fähranlegers für die Strecke zwischen Oakland und Alameda gelegene Heinold’s für viele Reisende die jeweils erste oder letzte Gelegenheit, Alkohol zu trinken, da der Ausschank von Spirituosen in Alameda im Gegensatz zu Oakland verboten war. Aufgrund der Tatsache, dass das Heinold’s auch für viele der in Oakland auf „große Fahrt“ gehenden Seeleute die erste oder die letzte Möglichkeit war, größere Mengen an Alkohol zu trinken, wurde der Name der Kneipe schließlich offiziell in Heinold’s First and Last Chance umgewandelt.

## Jack London’s Rendezvous
Schon seine Jugend verbrachte der in San Francisco geborene Schriftsteller Jack London in Oakland. Nachdem er einige Zeit zur See gefahren und als Hobo durch die USA und Kanada gereist war, kehrte er nach Oakland zurück und holte seinen Schulabschluss nach. Im Alter von 17 Jahren gestand er Johnny Heinold während eines seiner Aufenthalte in dessen Kneipe, dass er ein Universitätsstudium plane und Schriftsteller werden wolle. Heinold lieh London daraufhin das hierfür nötige Geld und London schrieb sich an der University of California im nahegelegenen Berkeley ein.
Wenngleich er sein Studium schon nach einem Jahr wieder abbrach, so sammelte London während seiner Abende im Heinold’s in dieser Zeit zahlreiche Anregungen für seine späteren Werke. In seinem autobiographischen Roman John Barleycorn erwähnt London das Heinold’s gleich siebzehn Mal. Im Heinold’s fand auch die Begegnung mit Alexander McLean statt, der London als Vorlage für die Figur des Wolf Larsen im Seewolf diente.

## Das Heinold’s heute

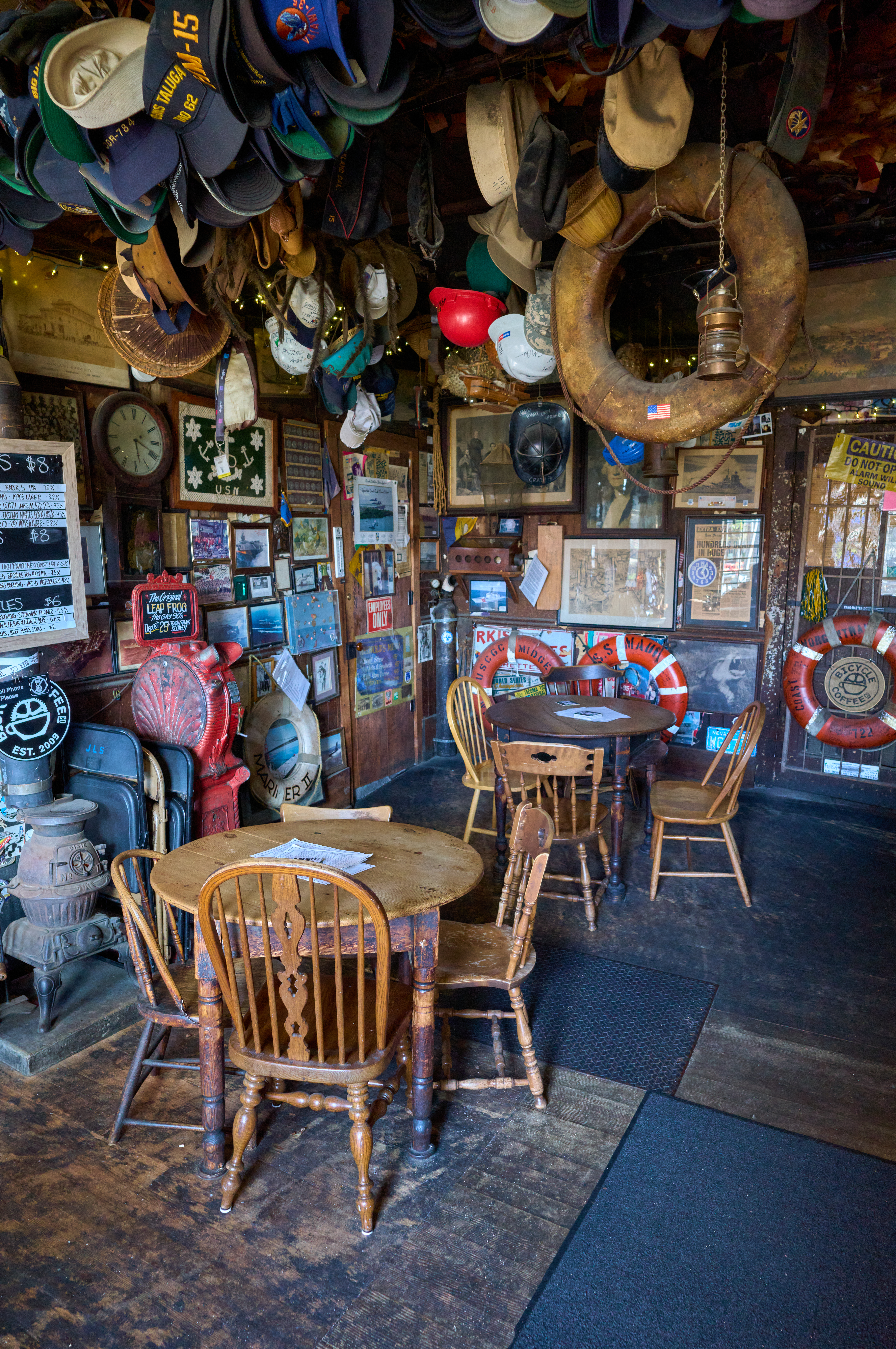
Innenansicht des Heinold’s (2024).

Die nur spärlich beleuchtete Kneipe verwendet bis heute – und damit als letzte kommerzielle Einrichtung in Kalifornien – Gasbeleuchtung. Stühle, Tische und viele andere Einrichtungsgegenstände stammen noch aus der Zeit, als Johnny Heinold die Kneipe betrieb. An den Wänden hängen Geldscheine mit den Unterschriften von Matrosen, die in den Krieg zogen und bei ihrer Rückkehr Geld für ein Getränk parat haben wollten. An Decke und Wände sind Hunderte von Visitenkarten geheftet. Dieser Brauch stammt noch aus der Zeit, als Stammgäste Johnny Heinold ihre Waren anboten und dieser ihnen antwortete, er werde sie kaufen, sobald er reich sei. Charakteristisch für die Kneipe ist auch ihr abschüssiger Fußboden. Die einseitige Absenkung resultiert aus dem Jahr 1906, als infolge des großen San-Francisco-Erdbebens ein Teil der Pfähle, auf die die Kneipe gebaut ist, im morastigen Untergrund versank. In einer Ecke des Heinold’s befindet sich eine Uhr, die seit genau diesem Moment stillsteht.
Seit dem 1. September 2000 führt die Bundesregierung der Vereinigten Staaten das Heinold’s auf ihrer Liste bedeutender historischer Stätten, dem National Register of Historic Places.